# 르완다 궁정

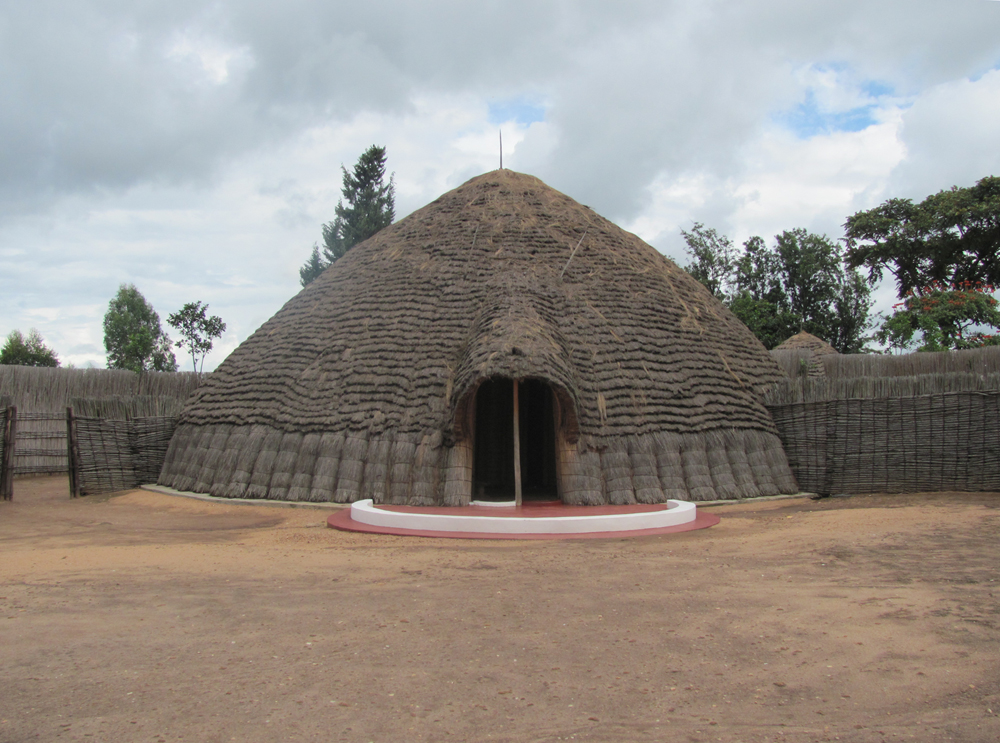
르완다 궁정

르완다 궁정은 르완다 남부의 도시 니안자에 위치한 건축물이다. 르완다의 역대 군주(음와미, Mwami)가 살았던 곳으로, 현재는 니안자의 주된 관광지이다. 바로 옆에는 르완다를 식민 통치하던 벨기에인들이 지은 궁전이 있어, 아프리카 고유의 건축 양식과 유럽의 건축 양식을 서로 비교해 볼 수 있다. 현재는 박물관으로 쓰이고 있으며, 르완다 전통의상을 입은 여성들이 관광객들에게 안내를 해주고 있다. 내부에는 거대한 짐승 뿔 등으로 장식이 되어 있으며, 궁전 안에서 소를 직접 만져 볼 수도 있다. 관람객들은 내부에서 수수를 갈아서 술을 담그는 체험을 할 수도 있다.